# 南越国人字顶分室大墓
西汉南越国人字顶分室大墓发现于中国广州市农林东路，是一座南越国早期“人”字顶分室的大型木椁墓。
墓坑平面略呈“凸”字形，长15.86米、宽8.9米，由墓道、前室和主室三部分构成。椁室分前、后两室，全部使用大型方条木材构筑而成，全长10.7米，两室分别以大型木柱封闭，前室较小，如一平顶的小椁室；后室较大，长7米、宽3.7米。两侧各以一根宽高均为0.8米、长7米的大木方作为壁板；后室的人字顶上部被现代建筑毁坏，估计高约5米多。因为陵墓曾经被盗，遗物极少，发现木棺一具，仅剩余上下块残板，涂黑漆；另出土一袭秦汉时期的实用皮甲，目前在中国大陆还是首例。目前该木椁长期陈列于镇海楼前的空地上。
该墓于2004年7月在农林东路一工地被发现，是岭南地区发现的秦汉时期规模最大的“人”字型木椁室，这种结构的墓葬，在中国仅发现三座。从该墓的规模来看，估计为南越国的贵族陵墓。